# 难予解说
难予解说是由来自纽约車庫搖滾乐队鼓擊樂團发行的第一首单曲 (在此之前他们只发行过EPThe Modern Age)。此曲在英國首发，随后在美国以不同封面发行。（英國版有兩張椅子的照片，一張紅色和一隻黑色，面向相機，椅子似乎在某種餐館或餐廳）。因為這首單曲是他們首次亮相的第一首LP就是它嗎？，难予解说的出現使專輯的期待非常高，而當就是它嗎？推出時，被廣泛稱讚為當年中最好之一。